# Allard Schuilenga
Aaldert Jan Schuilenga  (Surhuisterveen, 18 oktober 1943 - Drachten, 2 november 2020) was een Nederlands politicus van het CDA.
Zijn vader was etenswarenfabrikant. Zelf ging hij na de kweekschool in Drachten eerst werken bij een suikerwerkfabriek in Dokkum voor hij betrokken raakte in het clubhuiswerk in Harkema en omgeving. Daarna werd Schuilenga docent op een lbo-school in Delfzijl. In die plaats werd hij rond 1982 actief in de politiek en is hij is jarenlang wethouder geweest. In 1993 volgde zijn benoeming tot burgemeester van Bolsward. Na een enkele lichte herseninfarcten gaf hij die functie eind 2001 voortijdig op en werd daar een waarnemend burgemeester benoemd. In april 2003 kwam er formeel een einde aan zijn burgemeesterschap.